# Бото фон Щолберг-Вернигероде
Бото фон Щолберг-Вернигероде (на немски: Botho zu Stolberg-Wernigerode; * 4 май 1805, Гедерн, Хесен; † 4 август 1881, дворец Илзенбург) е немски историк, изследовател на замъци и народен представител. Той е граф от фамилията Щолберг и Гедерн.

## Биография
Той е третият син (четвъртото дете) на граф Хайнрих фон Щолберг-Вернигероде (1772 – 1854) и първата му съпруга принцеса Каролина Александрина Хенриета Жанета (Жѐни) фон Шьонбург-Валденбург (1780 – 1809), дъщеря на 1. княз Ото Карл Фридрих фон Шьонбург-Валденбург (1758 – 1800) и графиня Хенриета Елеанора Елизабет Ройс-Кьостриц (1755 – 1829). Баща му се жени втори път на 30 декември 1810 г. в Берлин за фрайин Еберхардина фон дер Реке (1785 – 1851).
По-големият му брат Херман фон Щолберг-Вернигероде (1802 – 1841), наследствен граф на Щолберг-Вернигероде, се жени на 22 август 1831 г. в Михелщат за графиня Емма фон Ербах-Фюрстенау (1811 – 1889), която е по-голяма сестра на бъдещата му съпруга Аделхайд Шарлота Виктория фон Ербах-Фюрстенау (1822 – 1881).
Бото служи от 1823 до 1825 г. в „гарде-драгонски регимент“ в Берлин. На 6 ноември 1826 г. той се записва да следва право в университета в Хайделберг, работи в кралското управление в Дюселдорф. През 1838 – 1842 г. той е народен представител в 8. – 9. Ландтаг на Велико херцогство Хесен като представител на баща си. През 1839 – 1841 г. Бото е управител на господството Гедерн. През 1854 – 1858 г. той е опекун на племенника си граф Ото фон Щолберг-Вернигероде (1837 – 1896), син на брат му Херман, и управлява цялото Графство Вернигероде.
През 1856 – 1858 г. Бото е в 15. народно събрание като народен представител на Първата камера във Великото херцогство Хесен като заместник на племенника му граф Ото фон Щолберг-Вернигероде. През 1856 – 1858 г. Бото е заместван там от най-малкия си брат Рудолф фон Щолберг-Вернигероде (1809 – 1867).
През 1868 г. Бото е съосновател на „Съюза в Харц за история и древността“. Той е автор на историята на род Щолберг.
Бото фон Щолберг-Вернигероде умира бездетен на 76 години на 4 август 1881 г. в дворец Илзенбург.

## Фамилия
Бото фон Щолберг-Вернигероде се жени на 15 август 1843 г. в Михелщат за графиня Аделхайд Шарлота Виктория фон Ербах-Фюрстенау (* 10 януари 1822, Фюрстенау; † 21 април 1881, Вернигероде), сестра на Емма, дъщеря на граф Албрехт фон Ербах-Фюрстенау (1787 – 1851) и принцеса Луиза София Емилия фон Хоенлое-Нойенщайн-Ингелфинген (1788 – 1859). Бракът е щастлив, но бездетен.